# HD 85390
HD 85390はほ座にある9等星である。スペクトル分類ではK型主系列星に位置する。

## 惑星系
2009年にHD 85390の周囲を公転している惑星が発見された。この惑星は木星の約0.1倍程の質量を持ち、恒星から約1.373au離れたところを公転している。
| 名称 （恒星に近い順） | 質量            | 軌道長半径 （天文単位） | 公転周期 (日) | 軌道離心率 | 軌道傾斜角 | 半径 |
| --------------------- | --------------- | ----------------------- | ------------- | ---------- | ---------- | ---- |
| b (Madalitso)         | 0.099 ± 0.01 MJ | 1.373 ± 0.035           | 799.52 ± 2.41 | 0.5 ± 0.05 | —          | —    |

## 名称
2019年、世界中の全ての国または地域に1つの系外惑星系を命名する機会を提供する「IAU100 Name ExoWorldsプロジェクト」において、HD 85390はザンビア共和国に割り当てられる系外惑星系となった。このプロジェクトは、「国際天文学連合100周年事業」の一環として計画されたイベントの1つで、ザンビア国内での選考、国際天文学連合 (IAU) への提案を経て太陽系外惑星とその主星に固有名が承認されるものであった。2019年12月17日、IAUから最終結果が公表され、HD 85390はNatasha、HD 85390 bはMadalitsoと命名された。これらはザンビアの言語で感謝と祝福に関連する言葉に由来した名前が付けられている。Natasha はザンビアの多くの言語で感謝の意を表す言葉に、Madalitso はザンビアのニャンジャ語で祝福の意を表す言葉に、それぞれちなんで名付けられた。